# Kryo (CPU)
Kryo是高通設計的或高通基於ARM Cortex-A系列客製的64位元ARMv8相容中央處理單元系列，用於其自家的驍龍產品線，接替32位元ARMv7相容的Krait處理器單元。

## Kryo 200
Kryo CPU核心的首次發表是2015年9月公佈的驍龍820系統晶片，型號Kryo 200，採用三星電子的14奈米FinFET製程。Kryo 200可用於big.LITTLE結構上，既可充當LITTLE叢集（低時脈、小容量快取），也可充當big叢集（高時脈、大容量快取）。在驍龍820的實作上，採用了兩個雙Kryo 200 CPU核心的叢集，一個由兩顆低時脈（1.36/1.6 GHz）和小容量L2快取（512 KiB）組成的LITTLE叢集，和一個由兩顆高時脈（1.8/2.15 GHz）和大容量L2快取（1 MiB）組成的big叢集，以HMP方式運作。高通最初在驍龍61x系列和驍龍808/810上使用類似的設計（也是高通第一次使用big.LITTLE設計），不過當時由於製程工藝問題導致驍龍61x系列的效能表現不良。Kryo 200的設計方式與Karit的類似，不過支援的功能更多。
- 64位元ARMv8-A相容
- 五個指令解碼端，超純量管線化設計，亂序執行
- 32 KiB資料 + 32 KiB指令一級快取
- 512 KiB 或 1 MiB二級快取，前者用於LITTLE叢集，後者用於big叢集
- 效能：6.3 DMIPS/MHz
- TrustZone安全擴展支援
- 硬體虛擬化支援
- 適用於big叢集或LITTLE叢集，2+2佈局
- 時脈1.36~2.25GHz

## Kryo 280
Kryo 280與驍龍835 SoC一同於2016年11月發表，主打高階行動裝置市場。
與高通根據ARM指令集架構授權而自行設計的ARMv8相容的Kryo不同，Kryo 280是高通基於ARM新的IP核半客制授權協議下修改Cortex-A73的產物。Kryo 280相比Kryo有更好的整數運算效能，更適合一般應用場合，但是相對的，Kryo 280的浮點運算效能則是不如Kryo。搭載Kryo 280的驍龍835採用與一般ARM big.LITTLE的HMP設計，4顆低耗電CPU核心和4顆高效能CPU核心的配置，使用三星電子的10纳米FinFET製程。
- 推測基於Cortex-A73、Cortex-A53客製而來，分別作高效能版本及低耗電版本[7]
- 更佳的整數運算效能及快取效能，高效能叢集具備2MiB二級快取，低耗電叢集也具備1MiB二級快取
- 高效能CPU核心時脈可達2.45GHz，低耗電CPU核心也有1.9GHz的時脈

## Kryo 260
Kryo 260與驍龍660 SoC一同於2017年5月發表，主打主流效能市場。驍龍660採用的是三星電子的14奈米LPP製程。
- 基於Cortex-A73（高效能版本）、Cortex-A53（低耗電版本）客製而來[9].
- big.LITTLE相容，4顆低耗電CPU核心和4顆高效能CPU核心的配置
- 高效能叢集的二級快取容量爲1MiB，低耗電叢集的二級快取1MiB
- 高效能CPU核心時脈可達2.2GHz

## Kryo 385
Kryo 385與驍龍845 SoC一同於2017年12月發表。驍龍845是ARM處理器當中首個使用DynamIQ的SoC，採用三星電子的10奈米製程製造。高通稱高效能CPU核心比上一代Kryo 280的效能高25~30%，低耗電CPU核心也有15%的效能提升。
- 基於Cortex-A75、Cortex-A55客製而來，前者作爲高效能CPU核心「Kryo 385『Gold』」，後者作爲低耗電CPU核心「Kryo 385『Silver』」
- DynamIQ相容，不適用於big.LITTLE。但驍龍845依舊採用了4顆低耗電CPU核心和4顆高效能CPU核心的配置
- 高效能叢集的二級快取容量爲1MiB，低耗電叢集的二級快取512KiB，雖然容量有所減少但頻寬更高
- 所有叢集共用容量達2MiB的三級快取
- 高效能CPU核心時脈可達2.8GHz，低耗電CPU核心時脈也達到1.8GHz

## 其他
- Kryo還有400、500和600系列